# Delfy
Delfy (řecky Δελφοί, Delfoí) je významné antické město a archeologické naleziště v Řecku. Od roku 1987 je zapsáno na seznamu světového dědictví UNESCO.

## Historie

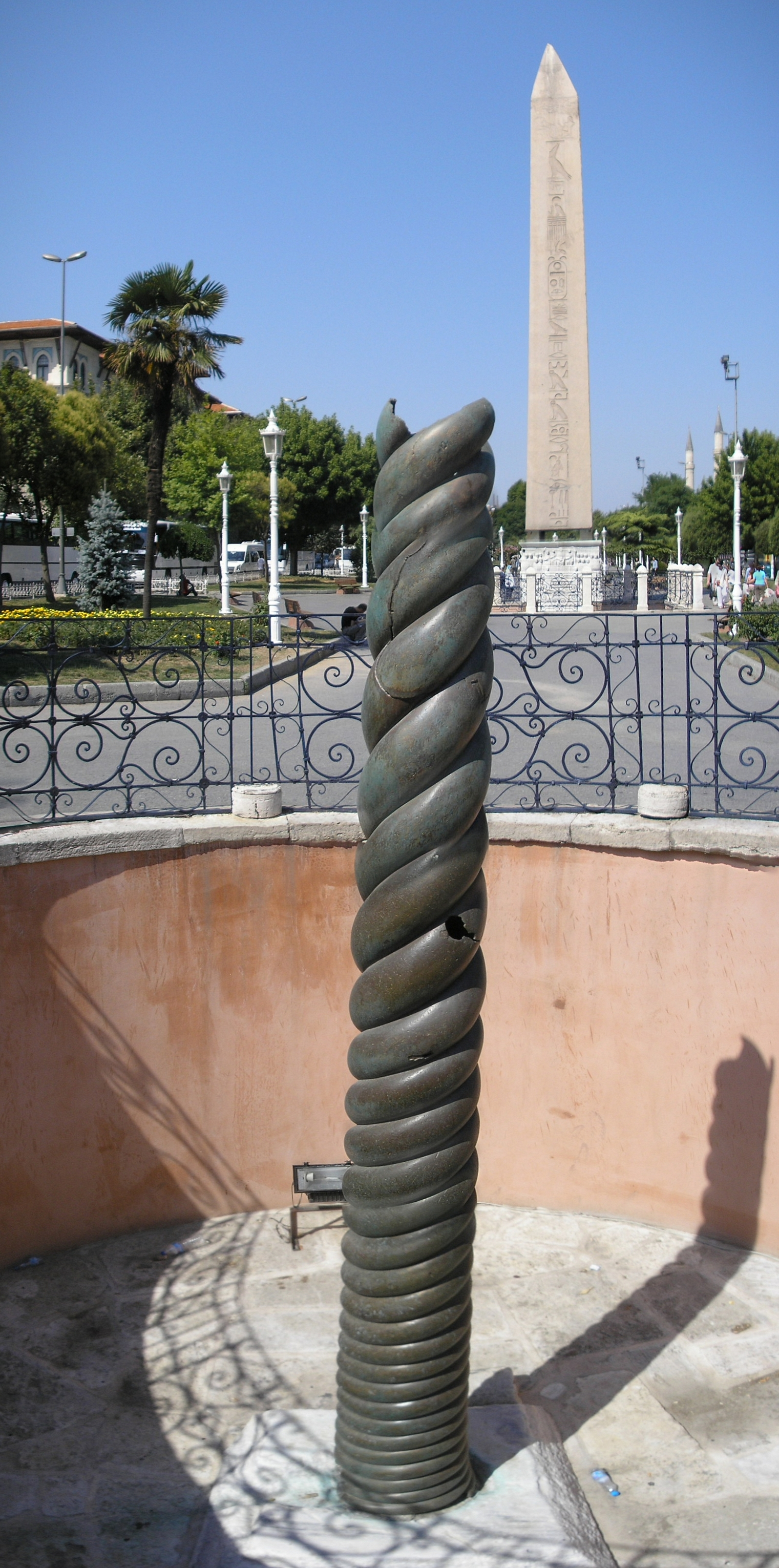
Bronzový „Hadí sloup“ znázorňující tři spletené hady na jejichž hlavách, na vrcholku sloupu, stála zlatá trojnožka, zhotovená z desátků, kterou Řekové poslali do Delf jako dík za vítězství u Platají. Zhotoveno 479 př. n. l., nyní jako trofej prostřední ze tří sloupů v hipodromu v Istanbulu.

První stopy civilizace na území Delf pocházejí z mykénského období. V následujícím období zde vzniká a upevňuje se kult boha Apollóna, který zde podle báje zabil hada Pýthóna. Ve starších mýtech, například v Homérově Odyseji, se místo také označuje jako Pythó (Πυθώ). Pýthón pronásledoval Apollónovu matku Létó a byl na ni poslán Hérou, aby nenalezla klid a místo pro porod Apollóna a Artemis. Apollón se do Delf dle báje dostal poprvé jako delfín. Obě slova, Delfy a delfín, jsou pravděpodobně nezávisle odvozeny od starořeckého slova pro dělohu delfis (δελφύς). Odkaz na dělohu bývá přiřazován možnému původnímu kultu, který reprezentovala matka Gaia.

### Velká řecká kolonizace a věštění
Za nejslavnější dobu Delf lze nejspíše považovat období mezi 8.–6. stoletím př. n. l.; tedy čas Velké řecké kolonizace, kdy věštírna postupně nabyla obrovského vlivu a prestiže. Aby totiž založení regulérní nové řecké osady bylo posvěceno božským souhlasem a tak zajištěna božská přízeň, museli se kolonisté dotázat na soud bohů prostřednictvím některé z věštíren. Proč to byly nejčastěji právě Delfy, bylo zřejmě dáno jejich jedinečnou polohou ve středu tehdy známého světa.
Kolonisté většinou přicházeli do věštírny již s přesně stanoveným plánem akce, a věštkyně Pýthia pouze vyřkla souhlas či nesouhlas Apollóna. Výjimečně se stávalo, že byl někdo k založení osady dokonce nucen proti své vůli. Například jistý Battos, syn vládce Théry, měl údajně od narození slabý hlas a šišlal. Když dospěl, šel se zeptat do Delf, co má proti tomu dělat. Pýthie mu ale nakázala:
| „ | Přišel jsi, Batte, zlepšit svou řeč, leč Apollón Foibos v bohatou Libyi káže ti jít a založit město. | “ |

Battos se hájil slovy: „Ó pane, já jsem za tebou přišel pro věštecký výrok o své řeči, ty mi však přikazuješ věci nemožné, když chceš, abych se usadil v Libyi…“ Apollón však na svém příkazu trval. Battos se tedy vrátil domů s nepořízenou, ale zároveň i bez úmyslu věštbu naplnit. Théřany však postihlo v příštích letech trvalé sucho, a když se dotazovali v Delfách, co je toho příčinnou, Pýthia jim znovu přikázala, ať založí pod vedením Batta Kyrénu na africkém pobřeží. Byly tedy vypraveny dvě padesátiveslice a jejich posádky se po jistém váhání a neúspěšném pokusu o návrat na Théru usadily na malém ostrůvku (zvaném Plateá) blízko libyjského pobřeží. Pobyly tu dva roky, ale nijak se jim nedařilo. Zanechaly tu tedy jednoho strážce a všichni ostatní odpluli stěžovat si zpátky do Delf Apollónovi. Ten odpověděl:
| „ | Bohatou Libyi tak předobře znáš, ač nebyls’ tam nikdy? Jsem udiven velice, moudrostí a znalostmi tvými. | “ |

Nato se Théřané vrátili a konečně nyní založili osadu přímo na libyjském pobřeží; budoucí velmi bohaté obchodní centrum. Pověst má ještě dodatek: když se Battos jednou procházel v okolí města, potkal lva a lekl se tolik, že se přece jen nakonec své šišlavosti zbavil.
V nejistých případech ovšem Apollón vydával věštby nanejvýše záhadné nebo dvojznačné. Kupříkladu když se lýdský král Kroisos ptal, má-li vytáhnout do války proti Peršanům, Pýthia mu odpověděla: „Kroisos, překroče Halys, velkou rozvrátí říši.“ Kroisos tedy sebevědomě vytáhl do pole. Velká říše, kterou nakonec zničil, však byla jeho vlastní.

### Rozsudky
Zástupy poutníků, kteří sem v této době přicházeli ze všech končin světa, s sebou přinášely nejen informace o dění ve všech čtyřech světových stranách, ale také nezbytné finance. Koncem 7. století př. n. l. byly postaveny první dva kamenné chrámy, jeden zasvěcený bohyni Athéně, druhý Apollónovi. V této době se také Delfy staly členem amfiktyónie, spojení městských států, které měly stejnou politiku a chránily svatyni před útoky dobyvatelů. Nejvyšším příkazem byla ochrana majetku delfského boha; stanovy rovněž zakazovaly napadnout členské město svazu. Prohřešky byly trestány pokutou, vyloučením ze svazu nebo dokonce zničením města, které se prohřešilo. Svaz se ale v první řadě pokoušel řešit vzniklé spory (jak mezi členy svazu, tak i mezi jinými městskými státy) dohodou a v míru. Pokud se soupeři nedokázali sami shodnout, následovala arbitráž; když i ta byla neúčinná (někdo se odmítl podvolit), pak teprve se dostalo ke slovu vojsko. 
Vždy se ovšem spory mírovou cestou vyřešit nepodařilo a muselo zasáhnout vojsko. Bylo to v tzv. svatých válkách. Za celou historii amfiktyónie, tedy za dobu delší než 500 let, byly tyto svaté války vedeny pouze čtyři:
- 600–590 př. n. l.: amfiktyónie proti Kirrze
- 448–446 př. n. l.: Fókové proti Spartě
- 356–346 př. n. l.: amfiktyónie s podporou Filipa II. Makedonského proti Fókům
- 339–338 př. n. l.: amfiktyónie proti Filipovi II. Makedonskému

### Veřejný prostor
V Delfách se nejen věštilo, ale také se vystavovaly dary, městské státy se předháněly v okázalosti soch, chrámů a jejich zdobení. Dokonce je úmyslně stavěly tak, aby zastínily stavby a sochy svých rivalů. Bořit a přestavovat cizí nešlo, protože již byly v držení Apollóna. Tím se z Delf stala výkladní skříň blahobytu jednotlivých řeckých měst. Na druhou stranu se tak ale porušovalo první ze dvou mott Apollónova chrámu: 
| „ | Ničeho příliš. | “ |

Postupem času se tato sbírka rozrostla do historického záznamu řecké historie poučné i pro Řeky samotné. Tím se naplňovalo druhé motto Apollónova chrámu: 
| „ | Poznej sám sebe. | “ |

Mnohé z pomníků byly postaveny na oslavu a připomínku vítězných bitev, a to i z bojů mezi řeckými městy navzájem. Výjimečný z tohoto pohledu je Hadí sloup, který stále ještě připomíná řecké vítězství nad Peršany u Platají z roku 479 př. n. l. Všechny dary Apollónovi jsou vždy podepsané, s věnováním darujícího města. Na Hadím sloupu jsou však uvedena všechna řecká města, jež se bitvy účastnila, tedy všechna města tehdejšího nově sjednoceného Řecka. Jde o vůbec první zmínku o Řecku jako takovém.
S rostoucím historickým významem začali Řekové Delfy užívat ke zveřejňování i jiných sdělení, Delfy plnily funkci jako veřejný prostor. Byla mj. postavena stěna z tzv. kyklopského zdiva, do ní se zprávy tesaly, odolné vůči vodě, větru i ohni. Tesány sem byly celé smlouvy, některá sdělení měla i stovky slov. Dokonce se tu nacházejí i oznámení o propuštění jednotlivých otroků na svobodu, jako potvrzení jejich svobody. V tomto smyslu byly Delfy skutečně středem řeckého světa, jsou tu oznámení i z tak vzdálených končin jako z tehdejší řecké kolonie v dnešní Marseille nebo z Egypta.

### Pýthijské hry
Pýthijské hry se v Delfách slavily na počest Apollónova vítězství nad drakem Pythónem a jeho převzetí vlády nad svatyní. Kdysi v dávné minulosti je prý založil sám mladý bůh a byly tedy podle pověsti starší i než hry olympijské. Avšak první zmínky o nich pocházejí až z přelomu 8. a 7. stol. př. n. l., kdy se na nich měl utkat v soutěži Homér s Hesiodem. V té době se pořádaly v osmiletých intervalech, podobně jako svátek apollónských svátek Septerion, od 6. stol. př.n.l. pak ve čtyřletých. 
Zpočátku je tvořila jen jediná soutěž (zpěv za doprovodu kithary) a opakovaly se v osmiletých intervalech. Vítěze tehdy vybírala porota složená z nejvýznačnějších delfských občanů.
V roce 582 př. n. l. je zreorganizoval sikiónský tyran Kleisthenés (na rozdíl od krále Ífita, který podle pověsti upravil hry olympijské, není u Kleisthena sporu, že byl historickou osobností – vládl přes třicet let, do dějin svého města se zapsal úspěšnými válkami a správními reformami, roku 572 př. n. l. zvítězil na 52. olympijských hrách v závodech čtyřspřeží) a náplní, kterou hrám dal, z nich vytvořil programově nejbohatší hry v Řecku:
- umělecké soutěže sestávaly za hry na píšťalu a lyru (resp. na kitharu), zpěvu s doprovodem píšťaly, sborového zpěvu, přednesu básní a dramatických představení.
- sportovní soutěže zahrnovaly všechny atletické disciplíny zavedené na olympijských hrách a navíc dvojitý a dlouhý běh dorostenců.

### Mystická krajina
Když Zeus hledal střed světa, vypustil dva stejně rychlé orly z opačných břehů Oceánu a místo, kde se setkali – hledaný střed Země – bylo právě v Delfách. Aby nezapomněl, označil jej kamenem pojmenovaným omfalos – pupek. Archeologická lokalita se nachází v jedné z nejpozoruhodnějších světových scenérií na několika terasách v nadmořské výšce kolem šesti set metrů ve vzdálenosti přibližně 17 km od moře.

## Moderní město a obec

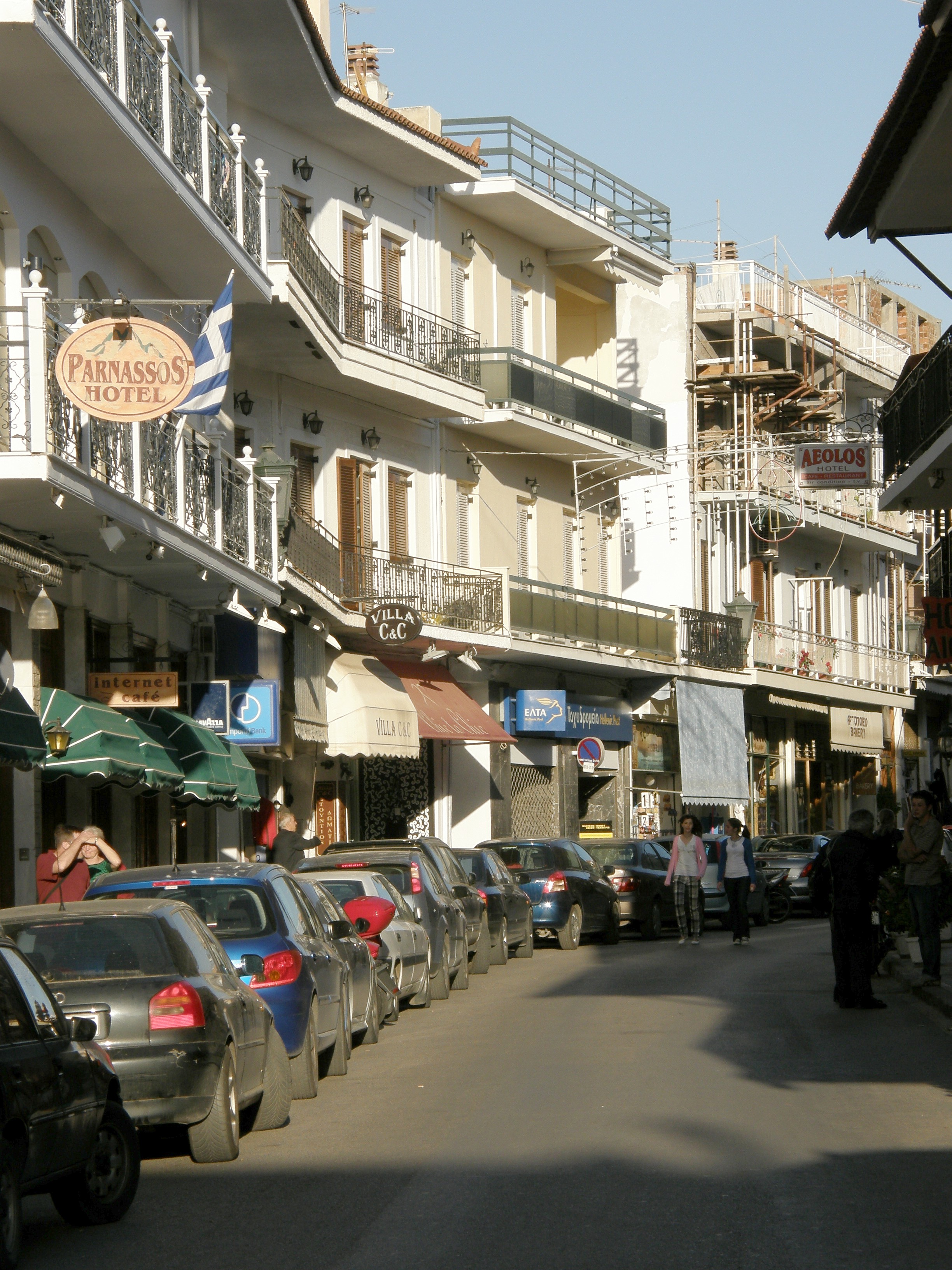
Ulice v Delfách

Město Delfy leží v kraji Střední Řecko v regionální jednotce Fókida a stejné jméno má i obec Delfy, která od roku 2011 zahrnuje 8 obecních jednotek včetně hlavního města Fókidy Amfissy. Jednou z nich je obecní jednotka Delfy, která zahrnuje komunity Delfy (1024) a Chrisso (743), přičemž komunita Delfy zahrnuje sídla Delfy (854), Kalania (59) a Kroki (111) a komunita Chrisso (743) zahrnuje vlastní sídlo Chrisso (735) a klášter Profiti Ilia (8). V závorkách je uveden počet obyvatel komunit a sídel.

### Členění obce
Obec Delfy se dělí na 8 obecních jednotek. V závorkách je uveden počet obyvatel obecních jednotek a komunit.
- Obecní jednotka Amfissa (8370) – komunity: Agia Efthymia (452), Agios Georgios (110), Agios Konstantinos (62), Amfissa (6919), Drosochori (44), Elaionas (338), Prosilio (91), Sernikaki (354).
- Obecní jednotka Delfy (1767) – komunity: Chrisso (743), Delfy (1024).
- Obecní jednotka Desfina (1988) – komunity: Desfina (1988).
- Obecní jednotka Galaxidi (2989) – komunity: Agioi Pantes (315), Galaxidi (2011), Penteoria (249), Vounichora (414).
- Obecní jednotka Gravia (2073) – komunity: Apostolias (53), Gravia (604), Kaloskopi (358), Kastellia (523), Mariolata (368), Oinochori (58), Sklithro (71), Vargiani (38).
- Obecní jednotka Itea (5888) – komunity: Itea (4362), Kirra (1385), Tritaia (141).
- Obecní jednotka Kallieis (1673) – komunity: Athanasios Diakos (518), Kastriotissa (118), Mavrolithari (491), Mousounitsa (165), Panourgia (196), Pyra (65), Stromi (120).
- Obecní jednotka Parnassos (1968) – komunity: Eptalofos (470), Lilaia (332), Polydrosos (1166).